# Pointe de la Réchasse
Pointe de la Réchasse – szczyt w Alpach Graickich, części Alp Zachodnich. Leży we wschodniej Francji w regionie Owernia-Rodan-Alpy. Należy do masywu Vanoise. Szczyt można zdobyć ze schroniska Refuge du col de la Vanoise (2517 m). Należy do Parku Narodowego Vanoise.